# 散切物
散切物（ざんぎりもの）とは、明治維新以降の風俗を世話物として取り入れた歌舞伎の演目。散切狂言（ざんぎり きょうげん）ともいう。

## 解説
明治4年（1871年）に断髪が奨励され、旧来の丁髷から洋風の髪型に変えることが新時代を象徴する出来事となって「散切り頭を叩いて見れば、文明開化の音がする」とまで謳われた時代。散切物はそうした時代背景を描写し、人力車・洋装・毛布・汽車・新聞・ダイヤモンドなどといった洋風の物や語を前面に押し出して書かれた歌舞伎の演目である。それでいて構成や演出は従来の世話物の域を出るものではなく、革新的な演劇というよりは、むしろ流行を追随したかたちの生世話物といえる。
初例は明治5年に京都で上演された『鞋補童教学』（くつなおし わらんべの おしえ）と『其粉色陶器交易』（そのいろどり とうきの こうえき）。ただしこれらはともにサミュエル・スマイルズ作・中村正直訳による『西国立志編』を原作とした翻訳劇の一面も持つ。その翌年には二代目河竹新七（黙阿弥）作の『東京日新聞』（とうきょう にちにち しんぶん）が五代目尾上菊五郎主演で上演された。菊五郎は、従前の時代物から活歴物を起こした九代目市川團十郎の向うをはって、散切物を新たな世話物と位置づけこれに力を入れた。今日の残されている散切物の演目のほとんどが、この黙阿弥作・五代目菊五郎初演のものとなっている。

## 主な演目
散切物で現代まで残っているのは黙阿弥の作品ばかりである。いずれも勧善懲悪を主とした常套的な筋立てではあるが、『女書生繁』や『高橋お伝』では新時代の女性の姿を描き、『筆屋幸兵衛』では没落士族の悲惨さを見せており、明治初期の社会風俗を知る貴重な資料となっている。
- 『東京日新聞』（とうきょう にちにち しんぶん）、通称「鳥越甚内」- 明治6年 (1873)
- 『冨士額男女繁山』（ふじびたい つくばの しげやま）、通称「女書生繁」 - 明治10年 (1877)
- 『人間万事金世中』（にんげん ばんじ かねの よのなか）、通称「金の世の中」- 明治12年 (1879)
- 『綴合於伝仮名書』（とじあわせ おでんの かなぶみ）、通称「高橋お伝」または「かなぶみ」- 明治12年
- 『霜夜鐘十字辻筮』（しもよの かね じゅうじの つじうら）、通称「霜夜の鐘」- 明治13年 (1880)
- 『島鵆月白浪』（しまちどり つきの しらなみ）、通称「島千鳥」- 明治14年 (1881)
- 『水天宮利生深川』（すいてんぐう めぐみの ふかがわ）、通称「筆屋幸兵衛」または「筆幸」- 明治18年 (1885)
- 『月梅薫朧夜』（つきとうめ かおる おぼろよ）、通称「花井お梅」- 明治21年 (1888)